# Stefan Uzdański
Stefan Uzdański (Uzdański-Jeleński), ros. Стефан Лазаревич (Тадеушевич) Узданский (ur. 14 lutego 1898 r. w Warszawie, zm. 3 listopada 1937 r. w miejscu egzekucji Kommunarka pod Moskwą) – radziecki wojskowy, a następnie funkcjonariusz służb specjalnych.

## Życiorys
W 1916 r. ukończył gimnazjum, zaś w 1917 r. kurs na politechnice moskiewskiej, a następnie aleksiejewską szkołę wojskową w Moskwie. Był członkiem studenckiego kręgu socjaldemokratycznego. Współpracował też z oddziałem moskiewskim Socjaldemokracji Królestwa Polskiego i Litwy (SDKPiL). Od lipca 1917 r. służył w armii rosyjskiej. Otrzymał stopień chorążego.
Po rewolucji bolszewickiej wstąpił do oddziału Gwardii Czerwonej w Moskwie. Jednocześnie został członkiem Rosyjskiej Partii Komunistycznej (bolszewików). Następnie brał udział w walkach na Froncie Zachodnim, a potem Południowym. W II poł. 1919 r. dowodził kompanią specjalnego przeznaczenia. Pod koniec 1919 r. rozpoczął naukę w Akademii Armii Czerwonej. W sierpniu 1920 r. został podporządkowany Tymczasowemu Komitetowi Rewolucyjnemu Polski, obejmując dowodzenie pułku strzeleckiego. Od września tego roku pełnił funkcję zastępcy szefa oddziału operacyjnego sztabu 1 Armii. W marcu 1921 r. uczestniczył w pacyfikowaniu powstania kronsztadzkiego. W kwietniu tego roku został sekretarzem rosyjsko-ukraińskiej delegacji mińsko-nieświeskiej komisji pogranicznej. Od sierpnia tego roku służył w Razwieduprze Armii Czerwonej. Skierowano go do Polski, gdzie pełnił funkcję zastępcy rezydenta pod dyplomatycznym przykryciem attaché wojskowego poselstwa politycznego Rosji Sowieckiej. Używał pseudonimu „Stefan Jeleński”. Od kwietnia 1924 r. był rezydentem Razwiedupra w Austrii jako attaché wojskowy sowieckiego poselstwa politycznego. Odpowiadał m.in. za utworzenie siatki szpiegowskiej wywiadu wojskowego na Bałkanach. W grudniu tego roku powrócił do Moskwy. Objął funkcję zastępcy szefa 5 Wydziału Specjalnego, zaś w lutym 1925 r. szefa Biura Technicznego 3 Wydziału Informacyjno-Statystycznego Razwiedupra. Od marca 1926 r. był zastępcą rezydenta Razwiedupra we Francji, tworząc siatkę wywiadowczą bazującą na członkach Francuskiej Partii Komunistycznej. W kwietniu 1927 r. został aresztowany przez francuską policję. Po procesie skazano go na karę 3 lat więzienia, po odbyciu której w listopadzie 1931 r. powrócił do Moskwy.
W październiku 1932 r. objął funkcję szefa sektora w 3 Wydziale Razwiedupra. Jednocześnie studiował na wydziale operacyjnym Akademii Wojskowej Armii Czerwonej. Odbył staż wojskowy jako dowódca batalionu w 49 Pułku Strzeleckim. Od stycznia 1935 r. był zastępcą szefa Oddziału 1 Wydziału (Zachodniego), zaś w lipcu tego roku został zastępcą szefa tego wydziału Razwiedupra. W poł. stycznia 1937 r. awansowano go do stopnia pułkownika.
W poł. czerwca tego roku został aresztowany przez NKWD. Po procesie skazano go na karę śmierci wykonaną 3 listopada.